# منتجع كازينو المحيط
منتجع كازينو المحيط (بالإنجليزية: Ocean Casino Resort)‏ فندق كازينو ريفيل أتلانتيك سيتي سابقًا. هو منتجع وفندق وكازينو في أتلانتيك سيتي، نيو جيرسي، الولايات المتحدة.